# Province d'Aléria
La province d'Aléria est une ancienne division territoriale de la Corse, créée en 1644 par l'administration génoise et remplacée le 15 janvier 1790 sous l'administration française par le district de Cervione.

## Géographie
La province d'Aléria constitue la partie sud-orientale de l'En-Deçà-des-Monts (correspondant à l'actuelle Haute-Corse). Elle est bornée au nord par les contreforts orientaux du massif du Monte San Petrone et au sud par le massif du Monte Incudine. Elle possède une longue façade littorale sablonneuse irriguée par le Tavignano et divers fleuves côtiers (Alesani, Bravona, Fiumorbo, Abatesco, Travo).
La province d'Aléria avait pour provinces limitrophes celles de Bastia au nord, de Corte à l'ouest, d'Ajaccio au sud-ouest, de Sartène et de Bonifacio au sud.

## Composition
La province d'Aléria comprenait les pièves suivantes :
- Campoloro ;
- Alesani ;
- Verde ;
- Serra ;
- Aléria ;
- Cursa ;
- Coasina.

Le territoire d'Aléria, alors possession des pièves de Serra, Rogna et Castello, était situé au centre de la province et totalement dépeuplée.